# باب الشمس (قرية)
قرية باب الشمس هي قرية فلسطينية تم إنشاؤها في 2013/1/11 لمواجهة الاستيطان الإسرائيلي في القدس. وقد أقام حوالي 250 شابة وشاب من مختلف المناطق الفلسطينية إضافة لمتضامنين أجانب الخيام كبداية لإنشاء القرية في شرق القدس ما يسمى بأراضي منطقة E1. تتكون القرية من خمسين خيمة كبداية. وتأتي هذه الخطوة كأحد أساليب المقاومة الشعبية الفلسطينية لاسترداد الأراضي المسلوبة.
وقد أصدرت سلطات الاحتلال الإسرائيلي قراراً بهدم القرية، وحاصروها صباح يوم السبت 2013/1/12، ولكن الناشطين الفلسطينيين قاموا بتقديم استئناف فوري على القرار لمحكمة العدل العليا التي أصدرت قراراً بوقف التنفيذ لحين بحث القضية.
وأعرب الناشطون عن عزمهم إكمال الطريق وإقامة (باب الشمس1) و(باب الشمس2) لمواجهة مخططات الاحتلال الإسرائيلي بالسيطرة على الأراضي الفلسطينية. وتأتي فكرة القرية كردٍ على قرار الاحتلال ببناء 4000 وحدة استيطانية على قطعة الأرض التي تعود ملكيتها القانونية للفلسطينيين.
وقد تم استلهام اسم القرية من رواية الأديب اللبناني الياس خوري باب الشمس التي تتحدث عن اللجوء الفلسطيني والتمسك بالأرض وبالعودة والتي قد تم تحويلها إلى فيلم بعنوان باب الشمس-الرحيل والعودة. وقد أعجب خوري بالفكرة وأرسل رسالة إلى أهل قرية باب الشمس قائلاً "لن اقول يا ليتني كنت معكم، فأنا معكم. أراكم وأرى كيف صار الحلم على أيديكم حقيقة منغرسة في الأرض. على هذه الأرض ما يستحق الحياة"، كما كتب محمود درويش، "لأنكم عندما بنيتم قريتكم الرائعة أعدتم المعنى إلى المعنى، وصرتم أبناء هذه الأرض وأسيادها".